# Желтоухов, Игорь Евгеньевич
Игорь Евгеньевич Желтоухов (28 июля 1944, Хабаровск — 13 апреля 2021, там же) — советский и российский театральный актёр, педагог, народный артист РСФСР (1990).

## Биография
Игорь Евгеньевич Желтоухов родился 28 июля 1944 года в Хабаровске. Дед был слесарем-котельщиком Златоустовского завода на Урале. Отец Евгений Ефимович Желтоухов был ректором педагогического института. С 14 лет увлёкся театром, учился в театральной студии, куда был принят сразу на второй курс.
Окончил Хабаровское государственное училище искусств по специальности актёр драматического театра и кино и Хабаровский государственный институт искусств и культуры по специальности артист музыкального жанра.
В 1965—1970 годах играл в Хабаровском ТЮЗе.
С 1971 года был артистом-вокалистом Хабаровского театра музыкальной комедии. Сыграл более двухсот ролей.
С 1992 года преподавал в Хабаровском государственном институте искусств и культуры.

### Семья
- Сын — Евгений Игоревич Желтоухов (род. 1969), строитель.
- Сын — театральный актёр Денис Игоревич Желтоухов (род. 1976), заслуженный артист России[5].

## Награды и премии
- Заслуженный артист РСФСР (24.11.1976).
- Народный артист РСФСР (24.04.1990).
- Специальная премия «Золотая маска» «За выдающийся вклад в развитие театрального искусства» (2021)[6].
- Лауреат премий имени Дьяченко и имени Т. Проняковой-Романовой (2003) «За честь и достоинство» Хабаровского края.
- Лауреат почётного знака правительства Хабаровского края «70 лет Хабаровскому краю»
- Почётные грамоты и благодарности губернатора Хабаровского края.
- Почётные грамоты и благодарности Министерства культуры России.
- Почётные грамоты и благодарности Министерства культуры Хабаровского края.

## Работы в театре
- 1989 — «Сильва» Имре Кальмана — князь Воляпюк
- 2002 — «Летучая мышь» Иоганна Штрауса (сына) — Дежурный по тюрьме
- 2004 — «Бабий бунт» Е. Н. Птичкина — Дед Захар
- 2004 — «Седина в бороду — бес в ребро» по мотивам пьесы А. Галина «Свадьба на старости лет» — Николай Михайлович
- 2012 — «Свадьба в Малиновке» Б. А. Александрова — Нечипор
- 2015 — «Здравствуйте, я ваша тётя!» по мотивам пьесы Брэндона Томаса «Тётка Чарлея» — Прокурор Спеттлайг
- 2016 — «За двумя зайцами» Михаила Старицкого — Серко Прокоп Свиридович
- 2017 — «Принцесса цирка» Имре Кальмана — Пинелли, старый клоун
- 2017 — «#капитанБлад» — Дон Диего
- «Мистер Икс» — Пеликан
- «Самолет Вани Чонкина» (мюзикл) — Мойша
- «Дюймовочка» (мюзикл) — папа-жаба
- «Призрак старого пирата» — доктор Ливси
- «Волга-Волга» — дворник дядя Игорь
- «Ночь в Венеции» — Барбаруччо
- «Ханума»
- «Сказ про Федота-стрельца»
- «Черевички для любимой»